# Famille de Glymes de Hollebecque
 (octobre 2024).
La famille de Glymes de Hollebecque est une famille de la noblesse belge, originaire de Jodoigne et dont l'ancienneté prouvée remonte à la fin du XIVe siècle.

## Histoire
Le fondateur de la famille n'est autre que Jean Cordeken (1298-1340), seigneur de Glymes, fils légitimé du duc Jean II de Brabant par lettre de l'empereur Louis IV du Saint-Empire, le 27 août 1344.

## Lettres patentes
- Vienne, 22 décembre 1643, empereur Ferdinand III:

Octroi motu proprio du titre de « Comte de Glymes de Hollebecque et du Saint-Empire », transférable à tous les descendants portant ce nom, pour Wynand de Glymes, vicomte de Jodoigne, etc. Cette concession avait force légale aux Pays-Bas espagnols.
- La Haye, 5 mars 1816, roi Guillaume Ier:

Nomination d'Ernest-Joseph-Henri-Nicolas de Glymes de Hollebecque au titre de Comte dans le Corps équestre du Hainaut. La première liste officielle de noblesse stipule que le titre est transférable à tous les descendants qui portent ce nom.
- Laeken, 28 octobre 1883, Léopold II:

Reconnaissance de noblesse avec titre de comte, transférable à tous descendants portant ce nom, pour Libert-Joseph de Glymes de Hollebecque, chef de service au ministère de la Justice. Armoiries : « d'azur, billeté d'or, à la bande d'argent, brochant[e] sur le tout. │ Supports : un dextre à griffon d'or, et a senestre un lion de même, armes et lampassés de gueules, tenant chacun une bannière aux armes de l'écu. Toutes les places sur un manteau de guules, doublé d'hermin[e], blasonné sur les rideaux aux émaux de l'écu, et sommé d'une couronne à cinq fleurons.»
- Bruxelles, le 14 janvier 1817, roi Guillaume Ier.

Nomination d'Henri-Ferdinand-Ernest-Joseph de Glymes de Hollebecque avec le titre de Comte dans la Chevalerie du Hainaut. La première liste officielle de noblesse stipule que le titre est transférable à tous les descendants qui portent ce nom.
Armoiries : ni description ni dessin.

## Généalogie
- Guillaume de Glymes (?-1548), seigneur de Bonneffe ∞ Catherine de Cotereau
  - Jacques de Glymes, 1er Vicomte de Jodoigne, seigneur de Bonneffe ∞ Jacqueline de Houthain, dame de Franquegnies
    - Charles de Glymes, 2e Vicomte de Jodoigne ∞ Jeanne de Houthain, dame de Hollebecque
      - Jacques de Glymes, 3e Vicomte de Jodoigne
      - Wynand de Glymes de Hollebecque, comte du Saint-Empire, 4e Vicomte de Jodoigne ∞ Michelle d'Yedeghem
        - Jean-Charles de Glymes de Hollebecque, comte du Saint-Empire, 5e Vicomte de Jodoigne
          - Ernest de Glymes de Hollebecque, comte du Saint-Empire
            - Ernest-Joseph de Glymes de Hollebecque, comte du Saint-Empire
              - Henri-Joseph de Glymes de Hollebecque, comte du Saint-Empire
                - Ernest-Joseph de Glymes de Hollebecque, comte du Saint-Empire
                - Henri-Ferdinand de Glymes de Hollebecque, comte du Saint-Empire ∞ Marie-Thérèse de Villers
                  - (dont 4 filles)

                - Louis-Henri de Glymes de Hollebecque, comte du Saint-Empire (1798-1830)
                  - Joseph-Joachim de Glymes de Hollebecque, comte du Saint-Empire (1828-?)
                    - Ernest de Glymes de Hollebecque, comte du Saint-Empire (1860-1916)
                      - Carlos-Alberto de Glymes de Hollebecque, comte du Saint-Empire (1886-?)
                        - Enrique de Glymes de Hollebecque, comte du Saint-Empire (1921-?)
                          - Eduardo de Glymes de Hollebecque, comte du Saint-Empire
                            - (dont 2 filles)

                          - Gustavo de Glymes de Hollebecque, comte du Saint-Empire
                            - Seba de Glymes de Hollebecque, comte du Saint-Empire
                            - Santiafo de Glymes de Hollebecque, comte du Saint-Empire

                      - Raoul-Lucien de Glymes de Hollebecque, comte du Saint-Empire (1892-1967)
                        - Jacques de Glymes de Hollebecque, comte du Saint-Empire (1924-2004)
                          - Richard de Glymes de Hollebecque, comte du Saint-Empire
                            - Derek de Glymes de Hollebecque, comte du Saint-Empire
                            - Christian de Glymes de Hollebecque, comte du Saint-Empire
                            - Nicholas de Glymes de Hollebecque, comte du Saint-Empire
                            - Travis-Gérard de Glymes de Hollebecque, comte du Saint-Empire

        - Charles-François de Glymes de Hollebecque, comte du Saint-Empire, 6e Vicomte de Jodoigne
        - Philippe-Eugène de Glymes de Hollebecque, comte du Saint-Empire, Vicomte de La Wastine ∞ Marie-Virginie del Rosso
          - Philippe-Joseph de Glymes de Hollebecque, comte du Saint-Empire
          - Marie-Barbe de Glymes de Hollebecque, comtesse du Saint-Empire

        - Philippe de Glymes de Hollebecque, comte du Saint-Empire
        - Guillaume de Glymes de Hollebecque, comte du Saint-Empire
        - Henri-Wynand de Glymes de Hollebecque, comte du Saint-Empire ∞ sans alliance
        - (dont 4 filles)

      - Jean-Charles de Glymes, Vicomte de La Wastine

  - Guillaume de Glymes, chanoine à Saint-Lambert à Liège
  - Philippe de Glymes
  - Julienne de Glymes ∞ Jacques de Vervox
  - Jeanne de Glymes
  - Catherine de Glymes ∞ Corneille de Tenremonde